# Tournoi International de Tennis de Bordeaux 2024 - Doppio
Il doppio del torneo di tennis professionistico Tournoi International de Tennis de Bordeaux 2024, facente parte della categoria Challenger 175 nell'ambito dell'ATP Challenger Tour 2024, si è giocato dal 14 al 19 maggio a Bordeaux, in Francia. Lloyd Glasspool e Harri Heliövaara erano i detentori del titolo ma solo Glasspool ha scelto di partecipare in coppia con Jean-Julien Rojer.
In finale Julian Cash e Robert Galloway hanno sconfitto Quentin Halys e Nicolas Mahut con il punteggio di 6–3, 7–6(2).

## Teste di serie
1. Lloyd Glasspool /  Jean-Julien Rojer (primo turno, ritirati)
2. Sadio Doumbia /  John Peers (semifinale)

1. Julian Cash /  Robert Galloway (campioni)
2. Yuki Bhambri /  Albano Olivetti (semifinale)

## Wildcard
1. Quentin Halys /  Nicolas Mahut (finale)

1. Mathias Bourgue /  Hugo Grenier (primo turno)

## Tabellone

### Legenda
| - Q = Qualificato - WC = Wild card - LL = Lucky loser | - ALT = Alternate - SE = Special Exempt - PR = Protected Ranking | - w/o = Walkover - r = Ritirato - d = Squalificato |

|  | Primo turno | Primo turno           | Primo turno           | Primo turno        | Primo turno |  |  | Quarti di finale | Quarti di finale      | Quarti di finale | Quarti di finale     | Quarti di finale     |   |    | Semifinali | Semifinali                  | Semifinali                  | Semifinali                  | Semifinali                  |   |   | Finale | Finale | Finale | Finale | Finale |  |
|  |             |                       |                       |                    |             |  |  |                  |                       |                  |                      |                      |   |    |            |                             |                             |                             |                             |   |   |        |        |        |        |        |  |
|  | 1           | L Glasspool J-J Rojer | L Glasspool J-J Rojer | 0                  | r           |  |  |                  |                       |                  |                      |                      |   |    |            |                             |                             |                             |                             |   |   |        |        |        |        |        |  |
|  |             | N Barrientos F Cabral | N Barrientos F Cabral | 3                  |             |  |  |                  | N Barrientos F Cabral | 6                | 63                   | [7]                  |   |    |            |                             |                             |                             |                             |   |   |        |        |        |        |        |  |
|  | WC          | Q Halys N Mahut       | Q Halys N Mahut       | 6                  | 78          |  |  | WC               | Q Halys N Mahut       | 2                | 7                    | [10]                 |   |    |            |                             |                             |                             |                             |   |   |        |        |        |        |        |  |
|  |             | G Jacq P Nouza        | G Jacq P Nouza        | 3                  | 6           |  |  |                  |                       |                  |                      |                      |   |    | WC         | Q Halys N Mahut             | Q Halys N Mahut             | 6                           | 79                          |   |   |        |        |        |        |        |  |
|  | 4           | Y Bhambri A Olivetti  | 5                     | 6                  | [10]        |  |  |                  |                       | 4                | Y Bhambri A Olivetti | Y Bhambri A Olivetti | 4 | 67 |            |                             |                             |                             |                             |   |   |        |        |        |        |        |  |
|  |             | R Haase P Oswald      | 7                     | 3                  | [5]         |  |  | 4                | Y Bhambri A Olivetti  | 6                | 65                   | [10]                 |   |    |            |                             |                             |                             |                             |   |   |        |        |        |        |        |  |
|  | WC          | M Bourgue H Grenier   | M Bourgue H Grenier   | 2                  | 1           |  |  |                  | T Arribagé VV Cornea  | 3                | 7                    | [5]                  |   |    |            |                             |                             |                             |                             |   |   |        |        |        |        |        |  |
|  |             | T Arribagé VV Cornea  | T Arribagé VV Cornea  | 6                  | 6           |  |  |                  |                       |                  |                      |                      |   |    | WC         | Quentin Halys Nicolas Mahut | Quentin Halys Nicolas Mahut | 3                           | 62                          |   |   |        |        |        |        |        |  |
|  |             | S Arends M Middelkoop | S Arends M Middelkoop | 7                  | 7           |  |  |                  |                       |                  |                      |                      |   |    |            |                             | 3                           | Julian Cash Robert Galloway | Julian Cash Robert Galloway | 6 | 7 |        |        |        |        |        |  |
|  |             | E King O Luz          | E King O Luz          | 5                  | 64          |  |  |                  | S Arends M Middelkoop | 62               | 6                    | [11]                 |   |    |            |                             |                             |                             |                             |   |   |        |        |        |        |        |  |
|  |             | J Eysseric B Stevens  | J Eysseric B Stevens  | 64                 | 4           |  |  | 3                | J Cash R Galloway     | 7                | 1                    | [13]                 |   |    |            |                             |                             |                             |                             |   |   |        |        |        |        |        |  |
|  | 3           | J Cash R Galloway     | J Cash R Galloway     | 7                  | 6           |  |  |                  |                       |                  |                      |                      |   |    | 3          | J Cash R Galloway           | J Cash R Galloway           | 7                           | 6                           |   |   |        |        |        |        |        |  |
|  |             | L Johnson S Mansouri  | L Johnson S Mansouri  | 7                  | 6           |  |  |                  |                       | 2                | S Doumbia J Peers    | S Doumbia J Peers    | 5 | 2  |            |                             |                             |                             |                             |   |   |        |        |        |        |        |  |
|  |             | A Göransson S Verbeek | A Göransson S Verbeek | 63                 | 4           |  |  |                  | L Johnson S Mansouri  | 7                | 4                    | [5]                  |   |    |            |                             |                             |                             |                             |   |   |        |        |        |        |        |  |
|  |             | R Hijikata J Shang    | R Hijikata J Shang    | R Hijikata J Shang |             |  |  | 2                | S Doumbia J Peers     | 5                | 6                    | [10]                 |   |    |            |                             |                             |                             |                             |   |   |        |        |        |        |        |  |
|  | 2           | S Doumbia J Peers     | S Doumbia J Peers     | S Doumbia J Peers  | w/o         |  |  |                  |                       |                  |                      |                      |   |    |            |                             |                             |                             |                             |   |   |        |        |        |        |        |  |